# Seznam senatorjev 30. parlamenta Kraljevine Italije
Seznam senatorjev 30. parlamenta Kraljevine Italije je urejen po letu imenovanja.

## 1939
- Michele Adinolfi
- Cesare Agostini
- Adriano Albertini
- Luigi Aldrovandi Marescotti
- Roberto Alessandri
- Giulio Alessandrini
- Pompeo Aloisi
- Giacomo Appiotti
- Luigi Arborio Mella di Sant'Elia
- Mario Arlotta
- Fortunato Tommaso Arnoni
- Giuseppe Mario Asinari Rossillon
- Federico Baistrocchi
- Federigo Michele Barbi
- Lorenzo Bardelli
- Alfonso Bartoli
- Domenico Bartolini
- Antonio Baslini
- Giuseppe Bastianelli
- Ettore Bastico
- Alberto Beneduce
- Arturo Beretta
- Temistocle Bernardi
- Romeo Bernotti
- Mario Betti
- Giuseppe Bianchini
- Valentino Bobbio
- Ambrogio Bollati
- Ugo Bono
- Giuseppe Boriani
- Febo Borromeo d'Adda
- Orazio Botturini
- Umberto Bucci
- Luigi Burgo
- Michele Cagnetta
- Pio Calletti
- Inigo Campioni
- Camillo Cantarano
- Giuseppe Cantù
- Aristide Carapelle
- Giuseppe Cardinali
- Pericle Cardinali
- Giuseppe Carlo Catalano
- Ugo Cei
- Giuseppe Celi
- Angelo Chiarini
- Ugo Ciancarelli
- Alessandro Ciano
- Ettore Cipolla
- Ambrogio Clerici
- Iginio Coffari
- Gaetano Mario Columba
- Alessandro Contini Bonacossi
- Felice Coralli
- Giovanni Corsi
- Gaetano Cosentino
- Luigi D'Amato
- Michele D'Aquino
- Fidenzio Dall'Ora
- Nicola Giuseppe Dallorso
- Vincenzo De Feo
- Stefano De Ruggiero
- Brizio De Sanctis
- Nicodemo Del Vasto
- Ugolino Della Gherardesca
- Michele Delle Donne
- Salvatore Denti Amaro di Pirajno
- Alfredo Dentice di Frasso
- Francesco Dentice di Accadia
- Giovanni Battista Dho
- Luigi Di Lella
- Gerardo Di Martino
- Beniamino Donzelli
- Aurelio Drago
- Giorgio Emo di Capodilista
- Giuseppe Fagiolari
- Francesco Falcetti
- Ferdinando Farina
- Cristoforo Ferrari
- Felice Ferrari Pallavicino
- Giacomo Ferretti
- Nicola Festa
- Attilio Ugo Fioretti
- Luigi Maria Foschini
- Melchiade Gabba
- Achille Gaggia
- Silvo Gai
- Bindo Galli
- Fausto Gambardella
- Gerolamo Gaslini
- Giuseppe Gavazzi
- Cesare Genovesi
- Giuseppe Gentile
- Alberto Geremicca
- Adolfo Giaquinto
- Cesare Giovara
- Antonio Gismondi
- Ferdinando Giuseppe Giuli Rosselmini Gualandi
- Arturo Giuliano
- Francesco Goggia
- Pier Gabriele Goidanich
- Camillo Grossi
- Agostino Guerresi
- Francesco Guidi
- Guido Guidotti
- Amedeo Guillet
- Giulio Ingianni
- Giuseppe Innocenti
- Oreste Jacobini
- Guido Larcher
- Ettore Leopardi
- Arturo Liotta
- Umberto Locatelli
- Rodolfo Loffredo
- Vincenzo Lombard
- Luigi Lombardi
- Giuseppe Maladra
- Bruto Mancini
- Maurizio Maraviglia
- Annibale Marinelli de Marco
- Adriano Marinetti
- Alessandro Mariotti
- Gjon Marka Gjoni
- Giovanni Marro
- Giuseppe Marzano
- Giovanni Masnata
- Andrea Matarazzo
- Oreste Mattirolo
- Paolo Medelaghi
- Davide Mele
- Mustafà Merlika Kruja
- Gian Carlo Messa
- Ottorino Mezzetti
- Filippo Mezzi
- Cesare Micheli
- Domenico Milani
- Marcello Minale
- Luigi Miraglia
- Riccardo Moizio
- Giulio Cesare Montagna
- Raffaele Montuori
- Giuseppe Morelli
- Manlio Morgagni
- Maurizio Mario Moris
- Teodoro Morisani
- Riccardo Moroder
- Francesco Saverio Mosso
- Riccardo Motta
- Guglielmo Nasi
- Giorgio Nobili
- Enea Noseda
- Paolo Orano
- Giovanni Oriolo
- Leopoldo Parodi Delfino
- Guido Pasolini dall'Onda
- Giovanni Penna
- Alberto Pepere
- Giovanni Perez
- Amedeo Perna
- Arnaldo Pedretti
- Michele Arcangelo Petrone
- Carlo Pignatti Morano di Custoza
- Vladimiro Pini
- Alessandro Poss
- Roberto Pucci
- Angelo Pugnani
- Francesco Quarta
- Carlo Alberto Quilico
- Eolo Rebua
- Arturo Riccardi
- Aurelio Ricchetti
- Giuliano Ricci Lotteringi del Riccio
- Umberto Ricci
- Giulio Ronga
- Francesco Rossi
- Giovanni Sabini
- Guido Sagramoso
- Edoardo Salazar
- Pasquale Salvatore Samperi
- Ruggero Santini
- Alessandro Saporiti
- Enrico Scodnik
- Carlo Senni
- Arrigo Serpieri
- Carlo Sigismondi
- Umberto Silvagni
- Emanuele Silvestri
- Ugo Sirovich
- Arrigo Solmi
- Umberto Somma
- Edoardo Spasiano
- Luigi Martino Spolverini
- Raimondo Targetti
- Federico Tesio
- Carlo Torlonia
- Emanuele Trigona
- Luigi Trivelli
- Angelo Tua
- Francesco Tullio
- Vangjel Turtulli
- Giuseppe Tusini
- Arturo Vacca Maggiolini
- Giulio Valli
- Ercole Varzi
- Shevket Verlaci
- Guido Viale
- Edoardo Vicario
- Gaetano Vinci
- Umberto Zamboni

## 1943
- Emilio Arlotti
- Guido Asinari di San Marzano
- Giovanni Battista Bibolini
- Antonio Bifani
- Piero Bolzon
- Rodolfo Borghese
- Alessandro Brizi
- Alfredo Bruchi
- Giuseppe Bruni
- Vincenzo Buronzo
- Alberto Calza Bini
- Massimo Capialbi
- Luigi Capri Cruciani
- Livio Ciardi
- Carlo Costamagna
- Edmondo Del Bufalo
- Guido Donegani
- Vittorio Umberto Fantucci
- Neri Farina Cini
- Alessandro Chigi
- Renato Macarini Carmignani
- Giuseppe Mazzini
- Giovanni Milani
- Eugenio Morelli
- Francesco Paoloni
- Ludovico Pellizzari
- Antonio Pesenti
- Mario Racheli
- Edoardo Rotigliano
- Luigi Russo
- Francesco Sacco
- Antonio Trapani Lombardo